# Walter Atorf
Walter Franz Atorf (* 8. Mai 1910 in Gebweiler/Elsass; † 18. Februar 1998 in Ammerbuch-Entringen) war ein deutscher Verwaltungsbeamter und Präsident des Landesrechnungshofes von Baden-Württemberg.

## Leben
Atorfs Vater war Oberlehrer und Studiendirektor. Er selbst besuchte von 1923 bis 1927 die Oberrealschule in Stuttgart-Cannstatt und von 1927 bis 1928 die Oberrealschule in Ludwigsburg. Anschließend studierte er Jura in Berlin, Hamburg und Tübingen, wo er 1934 auch promoviert wurde. Er gehörte seit 1928 der Verbindung Igel Tübingen an. 1934 legte er die erste höhere Justizdienstprüfung ab. Anschließend arbeitete er jedoch zunächst als Volontär bzw. Angestellter bei verschiedenen Buchhandlungen und Druckereien in Württemberg und auf Sumatra. Zum 1. Mai 1937 trat Atorf der NSDAP bei (Mitgliedsnummer 4.453.480). Erst 1939 legte er dann die Große juristische Staatsprüfung ab und trat 1940 in die württembergische Innenverwaltung ein. Er arbeitete im Landratsamt Böblingen und war Amtsverweser in Tübingen. Von 1943 war er Berichterstatter des Wohnungs- und Siedlungsamts im württembergischen Innenministerium.
Im Mai 1945 setzte ihn die französische Militärregierung als kommissarischen Landrat im Landkreis Böblingen ein, schon im Oktober wurde er jedoch aus Krankheitsgründen dienstenthoben. Er wurde dann zur Landesdirektion Finanzen im Staatssekretariat für das französisch besetzte Gebiet Württembergs und Hohenzollerns nach Tübingen abgeordnet. Ab 1947 arbeitete er im Finanzministerium von Württemberg-Hohenzollern. Im August 1948 stufte ihn das Staatskommissariat für die Politische Säuberung Land Württemberg-Hohenzollern als „Mitläufer“ ein. 1951 wurde er an das Bundesfinanzministerium nach Bonn abgeordnet. 1952 ging er dann an das Finanzministerium Baden-Württemberg nach Stuttgart. 1964 wurde er Mitglied des Rechnungshofs Baden-Württemberg und dessen Vizepräsident, 1967 dessen Präsident. 1975 trat Atorf in den Ruhestand.

## Schriften
- Die öffentlichrechtlichen Nutzungen nach württembergischem Recht. Tübingen 1934 (Tübingen, Univ. Diss., 1934).
- Streifzug durch das Finanzressort. In: Das Land Württemberg-Hohenzollern: 1945–1952; Darstellungen und Erinnerungen. Thorbecke, Sigmaringen 1982, ISBN 3-7995-4045-8, S. 233–274